# ドラマ・ジョコーソ
ドラマ・ジョコーソ（ドランマ・ジョコーソ、イタリア語：Dramma giocoso、複数形：drammi giocosi）は、18世紀中期に流行したオペラの1形式。正しくはdramma (giocoso) per musica（音楽のためのおどけたドラマ）なので、オペラ全体よりむしろオペラ台本を指す言葉である。

## 概略
ドラマ・ジョコーソはナポリ・オペラの伝統の中、主としてヴェネツィアの劇作家カルロ・ゴルドーニ（Carlo Goldoni）の作品を通して発展した。ドラマ・ジョコーソの特徴は、各幕の最後にくる劇的クライマックスとしての大がかりなブッフォ・シーンである。ゴルドーニのテキストは常にフィナーレで長くなった2幕と、短い3幕で構成されていた。
ゴルドーニの台本には、バルダッサーレ・ガルッピ、ニコロ・ピッチンニ、ヨーゼフ・ハイドンらが曲をつけたが、このジャンルのもので現在でも盛んに上演されている唯一の作品といえば、ロレンツォ・ダ・ポンテ台本、ヴォルフガング・アマデウス・モーツァルト作曲の『ドン・ジョヴァンニ』（1787年）と『コジ・ファン・トゥッテ』（1790年）である。しかし、モーツァルトはこれらの作品をオペラ・ブッファとして自分のカタログに加えている。

## 主なドラマ・ジョコーソ作品
- Le gelosie villane（1776年）台本：Tommaso Grandi、作曲：ジュゼッペ・サルティ
- La scuola de' gelosi（1778年）台本：Caterino Mazzolà、作曲：アントニオ・サリエリ
- 真の貞節（La vera costanza, 1779年）台本：Francesco Puttini（短縮版）、作曲：ヨーゼフ・ハイドン
- Fra i due litiganti il terzo gode（1782年）作曲：ジュゼッペ・サルティ
- Il ricco d'un giorno（1784年）台本：ロレンツォ・ダ・ポンテ、作曲：アントニオ・サリエリ
- ドン・ジョヴァンニ（Don Giovanni Tenorio, 1787年）台本：Giovanni Bertati、作曲：ジュゼッペ・ガッザニーガ
- ドン・ジョヴァンニ（Don Giovanni, 1787年）台本：ロレンツォ・ダ・ポンテ、作曲：ヴォルフガング・アマデウス・モーツァルト
- La cifra（1789年）台本：ロレンツォ・ダ・ポンテ、作曲：アントニオ・サリエリ
- コジ・ファン・トゥッテ（Così fan tutte, 1790年）台本：ロレンツォ・ダ・ポンテ、作曲：ヴォルフガング・アマデウス・モーツァルト
- ファルスタッフ（Falstaff ossia Le tre burle, 1799年）台本：Carlo Prospero Defranceschi、作曲：アントニオ・サリエリ
- ひどい誤解（L'equivoco stravagante, 1811年）台本：Gaetano Gasbarri、作曲：ジョアキーノ・ロッシーニ
- アルジェのイタリア女（L'italiana in Algeri, 1813年）台本：Angelo Anelli、作曲：ジョアキーノ・ロッシーニ
- チェネレントラ（La Cenerentola, 1817年）台本：ヤコボ・フェレッティ（Jacopo Ferretti）、作曲：ジョアキーノ・ロッシーニ
- ランスへの旅、または黄金の百合咲く宿（l viaggio a Reims, 1825年）台本：Luigi Balocchi、作曲：ジョアキーノ・ロッシーニ
- 劇場の好不都合（Le convenienze ed inconvenienze teatrali, 1831年）台本：Domenico Gilardoni、作曲：ガエターノ・ドニゼッティ
- ベトリー（Betly, 1836年）台本&作曲：ガエターノ・ドニゼッティ
- 一日だけの王様（Un giorno di regno, 1840年）台本：フェリーチェ・ロマーニ、作曲：ジュゼッペ・ヴェルディ